# 베넷 밀러
베넷 밀러(Bennett Miller, 1966년 12월 30일 ~ )은 미국의 영화 감독이다.

## 출연 작품
- 폭스캐처 (2014)
- 더 퀘스천 (2012)
- 머니볼 (2011)
- 카포티 (2005)
- 뉴욕 크루즈 (1998)